# افشای اسناد دیپلماتیک آمریکا
انتشار و افشای اسناد محرمانه دیپلماتیک ایالات متحدهٔ آمریکا در ۲۸ نوامبر ۲۰۱۰ (۷ آذر ۱۳۸۹) زمانی آغاز شد که وبگاه ویکی‌لیکس و پنج نشریهٔ بزرگ، بخش زیادی از جزئیات مکالمات بین وزارت امور خارجه ایالات متحده آمریکا و سفارت‌های آمریکا در سراسر دنیا را افشا کردند. انتشار پیام‌های دیپلماتیک کابلی سفارت‌های آمریکا، سومین افشای بزرگی است که ویکی‌لیکس بعد از افشای اسناد جنگ افغانستان و افشای اسناد جنگ عراق انجام داده‌است. اولین سری از ۹۲۱ مقالهٔ طبقه‌بندی‌شده از ۲۵۱٬۲۸۷ مقاله در ۲۸ نوامبر با پشتیبانی همزمان ۵ نشریه ال پایس (اسپانیا)، لوموند (فرانسه)، اشپیگل (آلمان)، گاردین (بریتانیا) و نیویورک تایمز (ایالات متحدهٔ آمریکا) انجام پذیرفت. بیش از ۱۳۰٬۰۰۰ از این اسناد طبقه‌بندی‌نشده هستند؛ هیچ‌کدام به عنوان «به کلی سرّی» طبقه‌بندی نشده‌اند اما حدود ۱۰۰٬۰۰۰ اسناد برچسب «محرمانه» و حدود ۱۵٬۰۰۰ اسناد در سطح بالاتر از محرمانه «سرّی» قراردارند. برنامه‌های ویکی‌لیکس برای افشا کردن تمامی این اسناد در ماه‌های آینده جریان دارد.
در ۲۸ نوامبر ۲۰۱۰، سرور وبگاه ویکی‌لیکس، یک ساعت قبل از افشای اسناد محرمانهٔ وزارت خارجهٔ آمریکا مورد حمله عدم سرویس‌دهی قرار گرفت. در ۲ دسامبر ۲۰۱۰، وبگاه اِوری‌دی‌ان‌اس (EveryDNS) ویکی‌لیکس را از فهرست داده‌هایش بیرون انداخته و اظهار داشت که «حملات عدم سرویس‌دهی باعث تهدید به زیربنایش شده،» اما وبگاه هنوز هم تحت پیوند https://web.archive.org/web/20101208050710/http://www.wikileaks.de/ و بسیار از پیوندهای دیگرش قابل دسترسی بود.

## محتوا
این اسناد کابلی شامل گزارش رویدادهای بین‌المللی دیپلمات‌های آمریکایی از ۲۷۴ سفارت‌خانه و کنسول‌گری آمریکا در سراسر جهان از ۲۸ دسامبر ۱۹۹۶ تا ۲۸ فوریه ۲۰۱۰ می‌شود. محتوای آن شامل
شمار زیادی توضیحات و تفسیرهای بی پرده و انتقاد یا تمجید از کشورهای میزبان سفارت خانه‌های آمریکا می‌شدند. همچنین مکالمات پیرامون مسایلی بودند نظیر تغییر اقلیم (گرم شدن کره زمین)، مذاکرات و تشنج در خاور میانه، تحلیل‌های دیپلماتیک رهبران جهان، ارزیابی‌هایی از کشورهای میزبان و بحث‌هایی در مورد مشکلات فراوان درون و بیرون کشوری از خاورمیانه تا خلع سلاح هسته‌ای، از جنگ علیه ترور تا تلاش‌هایی برای بستن زندان گوانتانامو می‌شود.

## واکنش‌ها
واکنش‌های جهانی به این اسناد از واکنش‌های مثبت تا منفی گستره برمی‌دارد. جوامع غربی عدم رضایت شدید و اعتراض‌های خود را بیان کردند و از ویکی‌لیکس به‌دلیل به خطرانداختن امنیت جهانی انتقاد کردند. این افشاگری همچنین باعث علاقه‌مندی و پشتیبانی شدید مردم، روزنامه‌نگارها و تحلیل‌گرهای رسانه‌ها شد. ویکی‌لیکس از سوی برخی مفسرین که رازهای دولتی در دولتی دموکراسی که به سود مردمش خدمت می‌کند را زیر سؤال می‌بردند، نیز پشتیبانی دریافت کرد. رهبران سیاسی جولین آسانژ، مدیر اجرایی ویکی‌لیکس را به عنوان یک فرد گناه‌کار و «دشمن جنگ‌طلب» شناخته و خواستار دستگیری یا حتی مرگ او—مشاور قدیمی دولت کانادا، تام فلانگان این ادعا را مطرح کرد اما بعداً معذرت خواسته و حرفش را پس‌گرفت—شده‌اند. سرزنش‌هایی همچنین روی وزارت دفاع آمریکا برای اشتباه‌های امنیتی‌شان که باعث درز این اطلاعات شده‌بود نیز انجام شد. طرفداران آسانژ او را به یک قهرمان نسبت داده‌اند و از آزادی بیان و آزادی مطبوعات دفاع کرده‌اند. با این‌حال منشی مطبوعاتی کاخ سفید، رابرت گیبز بیان کرده بود که «دولت آزاد و شفاف چیزی است که رئیس‌جمهور معتقد است بسیار مهم است. اما دزدیدن اطلاعات طبقه‌بندی‌شده و انتشار آن‌ها یک جرم محسوب می‌شود».

### دولت‌ها
ایران
- محمود احمدی‌نژاد، رئیس‌جمهوری ایران گفت که «اسناد منتشر شده توسط ویکی‌لیکس ارزشی ندارد و از نظر ما فاقد اعتبار است.» احمدی‌نژاد مدعی شد که «انتشار اسناد ویکی‌لیکس یک شیطنت است و تأثیری در روابط ما با کشورها نخواهد گذاشت. ما اعتبار حقوقی و قانونی برای این اسناد قائل نیستیم و این را یک بازی بی‌ارزش می‌دانیم».[۱۳] او گفت که این اسناد را «دولت آمریکا منتشر کرده» و این یک «بازی اطلاعاتی و جنگ روانی» است.[۱۴]

 استرالیا
- دادستان کل رابرت مک‌کلاند اعلام کرد، «افشای این مقدار قابل‌توجه از اسناد مشکلی واقعی برای استرالیا است و می‌تواند به امنیت کسانی که در این اسناد از آن‌ها نام برده‌شده همچنین به امنیت ایالات متحده آمریکا و متحدین‌شان شامل استرالیا لطمه وارد کند.»[۱۵]

 کانادا
- وزیر امور خارجه کانادا لورنس کنون این افشاگری را محکوم کرد و اعلام کرد، «افشاگری بی‌مسئولیتی همانند این‌کار رقت‌انگیز هستند و منافع عمومی هیچ‌کسی را محافظت نمی‌کند. مرتکبین این افشاگری، امنیت ملی مارا به‌خطرانداخته‌اند.»[۱۶] او بعداً اعلام کرد که این افشاگری نمی‌تواند به روابط کانادا و ایالات متحده ضربه‌ای وارد کند و گفت، «من این اسناد را رقت‌انگیز یافتم و اسنادی چون این به همین شکل افشا می‌شوند، اما من می‌خواهم این را به همه یادآوری کنم که فکر نمی‌کنم این بتواند رابطه بسیار قوی بین ما و ایالات متحده آمریکا را خدشه دار کند.»[۱۷]

 ایالات متحده آمریکا
- هیلاری کلینتون، وزیر خارجه ایالات متحده، در نخستین اظهار نظر دربارهٔ اسناد منتشر شده از سوی وب‌سایت ویکی‌لیکس، از افشای این اطلاعات به شدت ابراز تاسف کرد و گفت این اقدام نه تنها حمله به سیاست خارجی آمریکا بلکه حمله به جامعه جهانی است. وی درعین حال گفت این اسناد نشان‌دهنده عمق نگرانی‌ها دربارهٔ برنامه اتمی ایران است.[۱۸]

 فرانسه
- سخنگوی وزیر امور خارجه فرانسه، افشای اسناد محرمانه وزارت امور خارجه ایالات متحده از سوی ویکی‌لیکس را «غیرمسئولانه» خواند و اعلام کرد که فرانسه «هیچ‌یک از نکات منسوب به دیپلمات‌ها و مقامات فرانسه» را که در این اسناد ذکر شده‌اند، تأیید نمی‌کند.[۱۹]

 بولیوی
دولت بولیوی در واکنش به مطالب افشا شده در اسناد ویکی‌لیکس، مسئله توافق با ایران برای استفاده تهران از ذخایر اورانیوم خود را تکذیب کرد.
 بحرین
وزیر خارجه بحرین در نخستین واکنش آشکار به اسناد منتشر شده در ویکی‌لیکس گفت که در ارتباط با برنامه هسته‌ای ایران، میان مواضع علنی بحرین و آنچه حمد بن عیسی آل خلیفه، پادشاه بحرین به‌طور خصوصی گفته و در این اسناد بازتاب یافته «تضادی وجود ندارد».
 لبنان
الیاس مور، وزیر دفاع لبنان، مطلب یک سند منتشر شده سایت ویکی لیکس را تکذیب کرد که به موجب آن گفته شده‌است وی در سال ۲۰۰۸ در مورد رها شدن از خطر حزب‌الله لبنان به اسراییل توصیه‌هایی کرده‌است. جورج سولاگ، یکی از دستیاران الیاس مور، می‌گوید مطلب ذکر شده در سند، کامل و دقیق نیست و هدف ازآن پاشاندن بذر اختلاف در لبنان است.
سید حسن نصرالله رهبر حزب‌الله لبنان در سخنرانی‌هایش در شب‌های محرم گفته بود که اسناد منتشره ویکی لیکس که مشتمل بر اسنادی از توطئه‌های برخی‌ها علیه لبنان و گروه مقاوت است، خود بخشی از این توطئه‌ها است و در آینده رسوایی‌های بیشتری از این واقعه آشکار خواهد شد.

## تاریخچه

### طریقهٔ ویکی‌لیکس برای کسب اسناد
در ماه ژوئن گزارش شده‌بود که وزارت امور خارجه آمریکا و پرسنل سفارت آگاه شدند که بردلی منینگ هنگامی‌که در عراق مستقر بود با دانلود غیرمجاز مواد طبقه‌بندی‌شده به انتشار آن‌ها پرداخت و متهم شناخته شده‌است. گزارش نوشته شده توسط مجله وایرد نوشته‌شده بود و از سوی ویکی‌لیکس به عنوان اتهام نادرست رد شد: «اتهام‌های مطرح‌شده از طرف وایرد که ما ۲۶۰٬۰۰۰ از اسناد طبقه‌بندی‌شده سفارت آمریکا را فرستاده‌ایم، تا آنجا که ما می‌توانیم بگوییم، نادرست است». منینگ مظنون بود که هرآنچه را که جمع‌آوری کرده بود در ویکی‌لیکس بارگذاری نموده‌است و تصمیم به افشای اسناد به صورت مرحله‌ای گرفته‌بود که بیشترین ضربه ممکن را می‌داشت.
به هر حال منینگ توسط مأموران تحقیقات جنایی فرماندهی ارتش ایالات متحدهٔ آمریکا در مه ۲۰۱۰ دستگیر و قبل از محاکمه در زندان نظامی در کمپ آریفجان در کویت محبوس شد. در ۵ ژوئیه ۲۰۱۰، دو اتهام سوءرفتار در برابر او را برای «انتقال داده‌های طبقه‌بندی‌شده بر روی کامپیوتر شخصی‌اش و اضافه کردن نرم‌افزارهای غیرمجاز به سیستم‌های کامپیوتری طبقه‌بندی شده» و «برقراری ارتباط، انتقال و ارائه اطلاعات دفاع ملی به یک منبع غیرمجاز»، بسته شد. اتهامات عنوان‌شده شامل دسترسی‌های غیرمجاز به پروتکل مخفی روترهای اینترنتی در کامپیوترهای شبکه، دانلود بیش از ۱۵۰٬۰۰۰ اسناد کابلی وزارت امور خارجهٔ ایالات متحدهٔ آمریکا، دانلود اسناد دسته‌بندی و طبقه‌بندی‌شده پاورپوینت و دانلود ویدئویی طبقه‌بندی‌شده از عملیات نظامی در بغداد در تاریخ ۱۲ ژوئیه ۲۰۰۷، می‌باشد. منینگ همچنین برای فرستادن ویدیو و حداقل یکی از اسناد کابلی برای یک فرد غیرمجاز متهم است. حداکثر حکم زندان برای او می‌تواند تا ۵۲ سال باشد.

### اعلام
در ۲۲ نوامبر ۲۰۱۰، اعلامیه‌ای توسط فید تویتر ویکی‌لیکس منتشر شد که افشای بعدی، «۷بار بزرگ‌تر از افشای اسناد جنگ عراق خواهد بود». مقامات آمریکایی و رسانه‌ها در همان زمان گمان می‌کردند که این اسناد می‌تواند شامل اسناد محرمانهٔ کابلی باشد. پیش از افشای مورد انتظار، دولت بریتانیا طی یک پیام دفاع و مقررات[واژه‌نامه ۱] را به روزنامه‌های آن کشور رساند که از آن‌ها آگاهی قبلی مربوط به انتشارات مورد انتظار را تقاضا می‌کرد. مطابق با آمار سانسور[واژه‌نامه ۲] «هیچ مجبوریتی برای رسانه‌ها برای عمل کردن به این موضوع نیست». تحت واژهٔ پیام دی‌اِی، «ویرایش‌گران روزنامه‌ها باید پیش از هرنوع انتشاری در زمینه با کمیته مشورتی صدا و سیما، دفاع و مطبوعات مشورت و رایزنی کنند».
بعداً گاردین به عنوان منبعی شناخته شد که یک کپی از اسناد را به نیویورک تایمز برای جلوگیری از دسترسی و توقیف این اسناد از سوی حکومت بریتانیا، سپرده‌است. روزنامه پاکستانی داون اعلام کرد که نیویورک تایمز و واشینگتن پست انتظار می‌رفت تا نسخه‌هایی از این پیام‌های کابلی را در ۲۸ نوامبر شامل ۹۴ سند مرتبط به پاکستان افشا کنند.

## واژه‌نامه
- ^ واژه‌نامه ۱: Defence Advisory Notice: پیام دفاع و مقررات که اختصاراً با نام پیام‌دی‌اِی در انگلیسی شناخته می‌شود، به درخواست رسمی از طرف یک حکومت به رسانه‌ها برای پخش‌نکردن یا انتشار ندادن یک موضوع خاص که به امنیت عمومی صدمه می‌زند، می‌گویند. این سامانه هم‌اکنون در بریتانیا قابل اجرا است.[۳۸]
- ^ واژه‌نامه ۲: Index on Censorship: آمار سانسور مؤسسه‌ای انتشاری با هدف آزادی بیان است که مقر اصلی آن‌ها در لندن می‌باشد.[۳۹]

## برابرهای انگلیسی
1. ↑  Top Secret
2. ↑  Confidential
3. ↑  Secret
4. ↑  ...open and transparent government is something that the President believes is truly important. But the stealing of classified information and its dissemination is a crime...
5. ↑  ...transferring classified data onto his personal computer and adding unauthorized software to a classified computer system...
6. ↑  ...communicating, transmitting and delivering national defense information to an unauthorized source...